# Uaninauei
Uaninauei é uma banda portuguesa de rock formada em Évora no final de 2008 por Daniel Catarino, Yoann Crochet, José Lopes, Alexandre Tavares e João Palma.

## História
Após participarem em várias bandas de Évora extintas na primeira década dos anos 2000 como Rockroniband, Flat Tyre, Prime, Faceless e Blue Dolls, Alexandre Tavares, José Lopes, Yoann Crochet e João Palma começam a ensaiar regularmente na quinta da avó de uma amiga em 2007.
Em Setembro de 2008, através do amigo comum Edgar Matos (Motown Junkie), entram em contacto com Daniel Catarino, que contava já com várias edições a solo sob os pseudónimos Landfill, Oceansea e Long Desert Cowboy. A banda adapta então o nome Uaninauei, uma expressão utilizada como sátira ao facto das suas bandas anteriores cantarem em mau inglês.
No final de 2008 dão um concerto de aquecimento na sala-de-estar de um amigo, e é no Carnaval de 2009 que fazem a sua apresentação ao público no Espaço Celeiros, com os conterrâneos Fato/Feto.
Ainda em 2009, a banda grava uma demo caseira em Mora que lhe permite ganhar o concurso +Música 2009. Devido à ausência do país de Daniel Catarino, José Saruga (Damien's Trail of Blood) faz alguns concertos como vocalista.
Em Abril de 2009, o grupo divulga os seus primeiros temas de estúdio, Circos a Arder e Guilhotina.
Em 2010, a banda entra estúdio com Marco Cipriano para gravar o disco de estreia, que é editado em Setembro do mesmo ano. A edição de autor de Lume de Chão recolheu críticas positivas, entrando nas listas de melhor álbum do ano em vários blogues, revistas e programas de rádio nacionais.
Em 2013, a banda volta ao estúdio com Marco Cipriano e grava o EP Menina Vitória, que é editado em Maio desse ano. Pouco depois, os Uaninauei apresentam-se ao vivo no festival NOS Alive, com Tame Impala, Phoenix, Band of Horses, entre outros.
Em 2014, a banda lança o segundo álbum Dona Vitória. Após o final digressão de apresentação do disco em 2016, a banda entra em hiato e só regressa a palco em 2020 no Capote Fest, em Évora, onde apresenta dois temas novos.
Em 2022, após pausa forçada pela pandemia de COVID-19, a banda volta a apresentar-se ao vivo.

## Membros[1]
- Daniel Catarino - voz e guitarra
- Alexandre Tavares - guitarra
- Yoann Crochet - baixo
- João Pedro Palma - bateria
- José António Lopes - guitarra

## Discografia

### Álbuns
- 2010 - Lume de Chão
- 2013 - Menina Vitória (EP)
- 2014 - Dona Vitória